# Žavlje
Žavlje (italijansko Zaule ali Aquilinia) je naselje na Tržaškem v Občini Milje.
Na severovzhodni obali Miljskega zaliva, blizu ustja Osapske reke, je bilo to območje v kraju Štramar poseljeno že v prazgodovini.
Ime Aquilinia bolje označuje naselje, ki se je razvilo v tridesetih letih 20. stoletja v bližini petrokemičnih obratov na tem območju.
Do kraja vodi državna cesta 15 Via Flavia (SS 15), ki je bila do začetka leta 2000 zelo pomembna prometnica.

## Znani Slovenci, povezani s krajem

### Rojeni v Žavljah
- Vladimir Ličen (1912-1948), kemik